# Barleria hirtifructa
Barleria hirtifructa är en akantusväxtart som beskrevs av I.Darbysh.. Barleria hirtifructa ingår i släktet Barleria och familjen akantusväxter. Inga underarter finns listade i Catalogue of Life.